# Filis (cantante)
María Apóstol, más conocida por su nombre artístico Filis, es una cantante y compositora argentina de pop, cumbia y música urbana.

## Biografía

### Inicios
Nacida en Corrientes, Apóstol empezó a interesarse por la música a una temprana edad, inspirada en artistas como Isabel Pantoja, Ana Gabriel, Natalia Jiménez, Marco Antonio Solís y Yuridia. En su niñez participaba en ferias folclóricas y a los catorce años se mudó con su familia a Santiago del Estero, donde completó sus estudios de secundaria.
Tras vivir por un tiempo en Buenos Aires, se mudó a los Estados Unidos y retomó su carrera en la música recibiendo clases de piano y guitarra y brindando recitales en pequeños escenarios de ese país. En 2018 publicó su primera canción titulada «Siempre», y tres años después estrenó «Se terminó», descrita como «una canción con un estilo pop melódico» creada durante la pandemia del Covid-19. El tema llegó acompañado por un videoclip grabado en el barrio de Palermo en noviembre de 2021.
En junio de 2022 se encargó de abrir el recital de la banda de rock y ska Los Pericos en el Avalon Center de Tampa, y acto seguido estrenó un nuevo sencillo titulado «Pienso en ti», en el que participó en la producción y composición el dúo colombiano conocido como Los Jaycobz. El mismo año publicó las canciones «Karma» y «No va a pasar».

### Actualidad
En 2024 publicó un nuevo sencillo titulado «Conmigo», el cual compuso junto con su productor en las montañas de Colombia. La canción fue descrita como «una cumbiecita dulce que, a pesar de hablar de la complejidad del amor, resulta ideal para disfrutar en los días soleados» por Josefina Armendáriz de la revista Billboard, quien incluyó a Filis en su lista de los artistas para descubrir en 2024.

## Discografía seleccionada
| Año  | Título          | Notas |
| ---- | --------------- | ----- |
| 2018 | «Siempre»       |       |
| 2021 | «Se terminó»    |       |
| 2022 | «Pienso en ti»  |       |
| 2022 | «Karma»         |       |
| 2022 | «No va a pasar» |       |
| 2024 | «Conmigo»       |       |